# Calendrier juche
Le calendrier juche, nommé d'après l'idéologie juche (prononcé en coréen : [tɕutɕʰe]), est un calendrier nord-coréen promulgué en juillet 1997 et entré en application en septembre 1997,, qui remplace le système julien. Il fait débuter le compte des années en 1912, année de naissance du fondateur de la Corée du Nord, Kim Il-sung, mort trois ans plus tôt. Il institua l’« ère des Kim ».

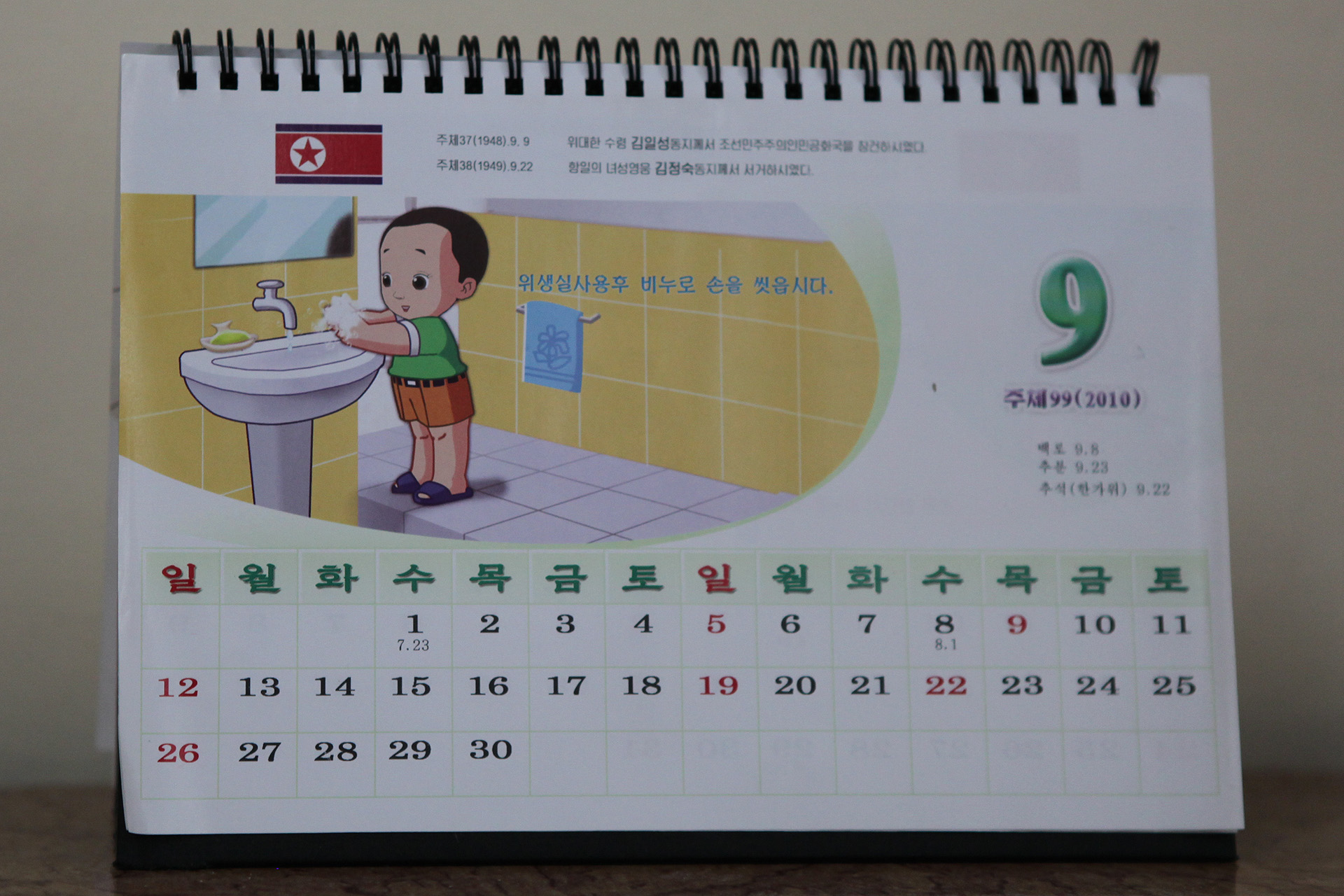
Un calendrier juche pour lan juche 99 (2010).

## Historique
Le décret du calendrier juche a été adopté le 8 juillet 1997, lors du troisième anniversaire du décès de l'ancien dirigeant Kim Il-sung. Ce décret désignait également le jour anniversaire de la naissance de Kim Il-sung comme le Jour du Soleil. L'année de naissance de Kim Il-sung, soit 1912 dans le calendrier grégorien, devint l'an juche 1 dans le calendrier Nord-Coréen. C'est ainsi que l'an 2011 est l'an juche 100, et ainsi de suite. Ce fut fait pour avancer le culte de la personnalité de Kim Il-sung.
Ce calendrier entra en application le 9 septembre 1997, le jour de la fondation de la République Nord-Coréenne. À cette date, les journaux, médias, stations radio, transports publics, et certificats de naissance devaient commencer à utiliser la nouvelle numération en années juche.

## Usage
L'année 1912 est juche 1 dans le calendrier nord-coréen. Il n'y a pas de décompte des années avant l'an juche 1, les années avant 1912 sont données seulement dans le calendrier grégorien. Les intervalles commençant avant 1912 et finissant après sont aussi indiqués seulement dans leur forme grégorienne.
Toutes les autres années après 1912 sont indiquées seulement en années juche, ou bien en années juche et en années correspondantes dans le calendrier grégorien entre parenthèses. Dans les documents concernant les relations avec les pays étrangers, l'ère juche et le calendrier grégorien peuvent être utilisés comme principes d'indépendance, d'égalité et de réciprocité.